# Matías Saad
Matías Federico Saad (Santa Fe, Argentina; 16 de junio de 1980) es un exfutbolista argentino. Jugaba como delantero y su primer equipo fue Unión de Santa Fe. Su último club antes de retirarse fue Peñarroya-Pueblonuevo de España. Un jugador nacido de santa fe, hermano de Gastón Saad y Candela Saad.

## Clubes
| Club                         | País      | Año       |
| ---------------------------- | --------- | --------- |
| Unión de Santa Fe            | Argentina | 2001-2002 |
| Juventud Antoniana de Salta  | Argentina | 2002      |
| Lugano                       | Suiza     | 2003      |
| Nueva Chicago                | Argentina | 2003-2004 |
| Tiro Federal de Rosario      | Argentina | 2004-2005 |
| C.A.I. de Comodoro Rivadavia | Argentina | 2005-2006 |
| San Martín de Tucumán        | Argentina | 2006-2007 |
| Instituto de Córdoba         | Argentina | 2007-2008 |
| Almagro                      | Argentina | 2009      |
| Pontevedra                   | España    | 2009      |
| Lucena                       | España    | 2010      |
| All Boys                     | Argentina | 2010-2011 |
| Lucena                       | España    | 2011-2012 |
| Cacereño                     | España    | 2012-2013 |
| La Roda                      | España    | 2013-2014 |
| Quintanar del Rey            | España    | 2014-2018 |
| Peñarroya-Pueblonuevo        | España    | 2018-2019 |

## Palmarés
| Título             | Club                    | País      | Año  |
| ------------------ | ----------------------- | --------- | ---- |
| Primera B Nacional | Tiro Federal de Rosario | Argentina | 2005 |